# Ytkemi

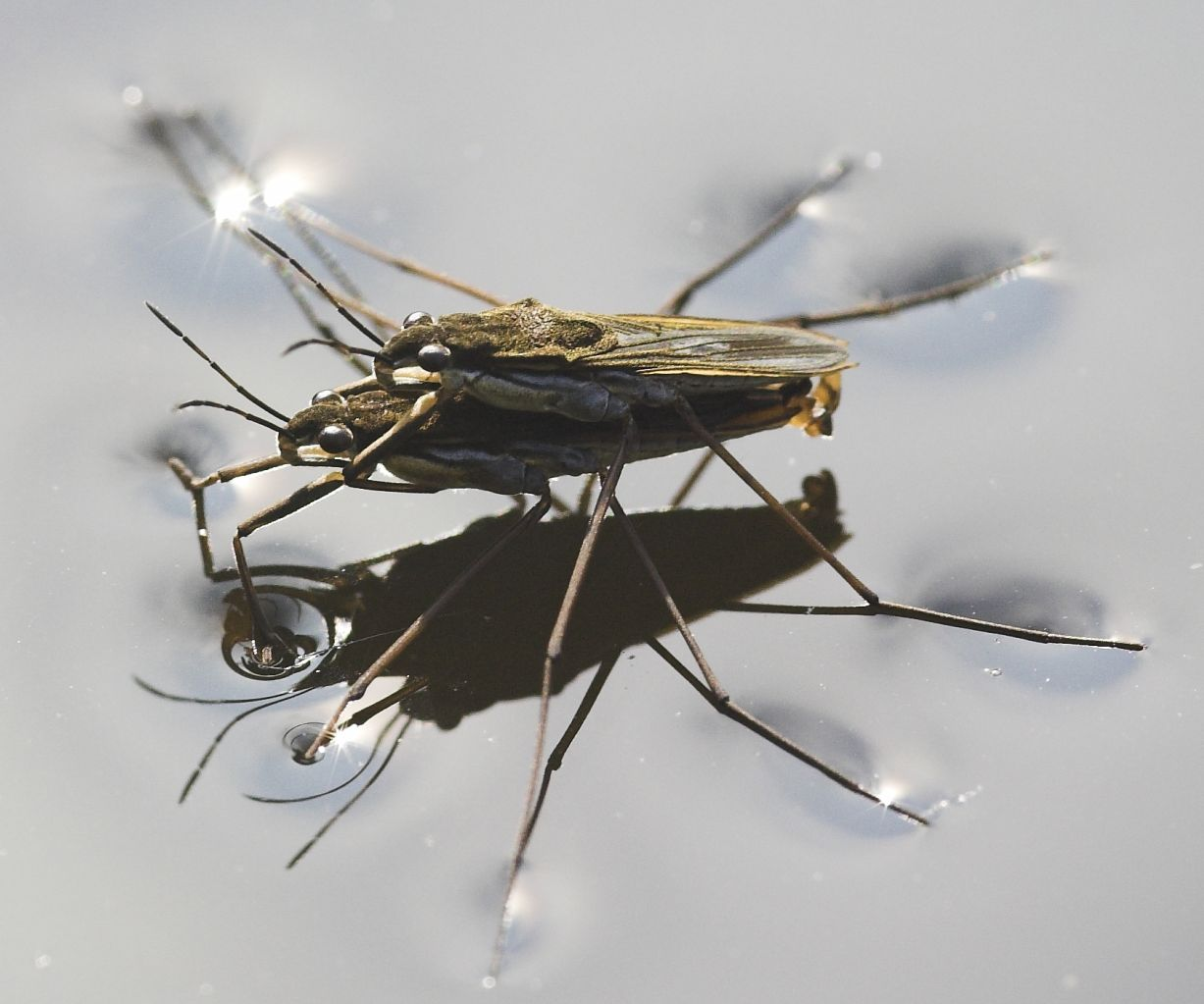
I gränsytan mellan vatten och luft uppstår ytspänning, som håller skräddaren flytande.

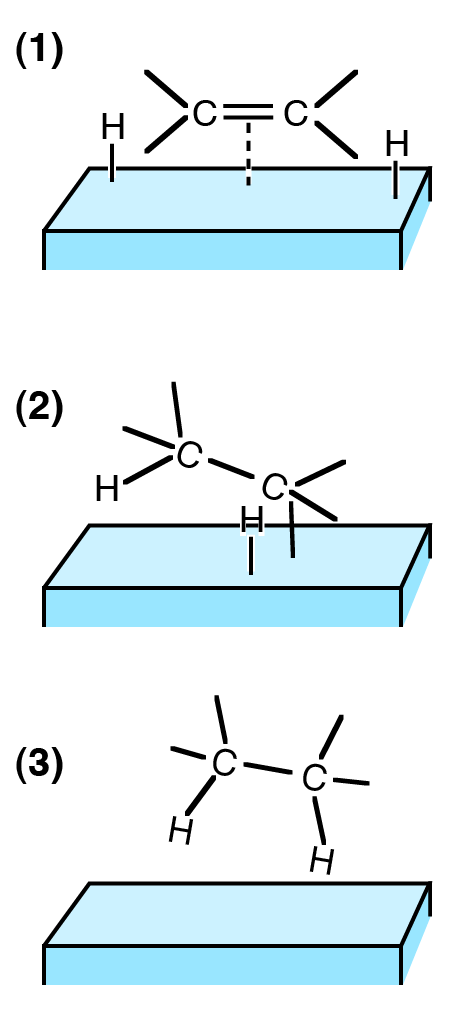
Hydrogenering av eten till etan; ytkemi försöker klarlägga reaktionsmekanismerna på katalysatorns yta.

Ytkemi eller ytfysik (engelska: surface science) är ett fält inom fysikalisk kemi som behandlar kemiska och fysikaliska fenomen i gränsskikt mellan olika faser. Faserna kan ha samma eller olika aggregationstillstånd. En vanlig vattenyta är ett gränsskikt mellan vätska och gas (luft), men ytkemin behandlar också till exempel gränsskikt mellan olja och vatten.
Oftast är ämnenas struktur och sammansättning annorlunda i gränsskiktet. En viss förening kan anrikas (adsorberas) i skiktet eller så kan molekyler orientera sig på ett visst sätt. En viss mängd energi krävs för att bilda en gränsyta, och denna energiförändring kallas ytspänning, ett centralt begrepp inom ytkemin. Om ett ämne finfördelas (dispergeras) ökar gränsytan, vilket kan göra att ytenergins andel av systemets totala energi blir väsentlig och ytkemin betydelsefull.
Ytkemi är viktig för teknikvetenskap och kemisk industri. Den kan förklara så skilda förlopp som varför järn rostar, hur bränsleceller fungerar och hur bilens katalysator arbetar. Disciplinens vikt uppmärksammades 2007 genom att årets Nobelpris i kemi tilldelas ytkemisten Gerhard Ertl.